# Wendy Guerra
Wendy Guerra Torres (La Habana, 11 de diciembre de 1970) es una poeta y novelista cubana, residente en Miami desde 2021.
Tres de sus libros han sido publicados en Cuba: sus poemarios Platea oscura (Edit. Universidad de La Habana, 1987), Cabeza rapada (Letras Cubanas, 1996) y su novela Posar desnuda en la Habana (Letras Cubanas, 2014).
Forma parte del grupo de escritores Bogotá39.

## Biografía
Nació en La Habana en 1970. Hija de la poeta Albis Torres y del dramaturgo cubano Raúl Guerra, que falleció alcoholizado y pidiendo limosna en la calle, según ha relatado la autora en una entrevista. Tiene un medio hermano: Sandro Guerra García. Ha colaborado en distintas revistas y periódicos, incluyendo El País, The New York Times, The Miami Herald, El Mundo, y otros. 
Su primera colección de poemas, Platea a oscuras, le valió el Premio del concurso nacional 13 de Marzo de la Universidad de La Habana y fue publicada por la editorial Letras Cubanas en 1996. Se licenció en Dirección de Cine en el Instituto Superior de Arte de La Habana y en la Escuela Internacional de Cine y Televisión de San Antonio de los Baños donde fue alumna del taller de guiones «Cómo contar un cuento» del Premio Nobel de Literatura Gabriel García Márquez.
Su primera novela, Todos se van (2006), basada en sus propios diarios de niñez y adolescencia en Cuba recibió el Premio Bruguera, cuyo jurado único era el escritor Eduardo Mendoza. La novela fue seleccionada por el diario El País como Mejor Novela en 2006 y recibió el Premio Carbet des Lycéens en Francia en 2009. Su edición en inglés Everyone Leaves (Estados Unidos, 2012) fue seleccionada por la revista Latina como uno de los 9 mejores libros del año publicados por autores latinoamericanos en Estados Unidos. En 2014 Todos se van fue adaptada al cine por el cineasta colombiano Sergio Cabrera. 
Guerra recibió becas de especialización en París, Nueva York y Los Ángeles para recaudar información sobre la escritora Anaïs Nin. De ese trabajo resultó su novela: Posar desnuda en La Habana (Diario apócrifo de Anaïs Nin 1922-23), que vio la luz en Alfaguara, España en 2010. En 2014, la novela fue publicada por la editorial Letras Cubanas y presentada en la sala Alejo Carpentier, de la Fortaleza de La Cabaña, durante la 23.ª Feria Internacional del Libro de La Habana.
Su segunda novela fue Nunca fui primera dama (Bruguera, 2008). Le siguieron Negra (Anagrama 2013), Domingo de Revolución (Anagrama, 2006) y El mercenario que coleccionaba obras de arte (Alfaguara, 2018).
En 2010 fue nombrada Caballero de las Artes y las Letras en Francia, y en 2016 fue elevada al título de Oficial de la misma orden.
Ha dictado conferencias sobre su obra en la Universidad de Princeton y Dartmouth College entre otras prestigiosas instituciones. Sus obras han sido traducidas a varias lenguas.  
Está casada con el músico cubano Ernán López-Nussa.
Tras residir en Chile, se radicó en la ciudad de Miami, donde empezó a trabajar como creadora de contenido alternativo para CNN en Español en 2021.

## Obras

### Poesía
- Platea oscura, Edit. Universidad de La Habana, La Habana,1987
- Cabeza rapada, Edit. Letras Cubanas, La Habana, 1996
- Ropa interior, Ed. Bruguera, Barcelona, 2008
- Poèmes (inédits), Ed. Stock, Paris, 2009 (edición conjunta con el poeta serbio Sasa Stanisic)
- A Cage Within, Harbor Mountain, 2011. Poemario editado en inglés, Una jaula en el cuerpo. Traducción a cargo de Elizabeth Polli.

### Novela
- Todos se van, 2006, Brugera, Barcelona, 2006 / Tout le monde s'en va,[33] éd. Stock, Paris, 2008 / Tutti se ne vanno, ed. Le Lettere, Firenze (Italia), 2008 / Alle gehen fort, ed. Lateinamerika, Solothurn (Alemania), 2008 / Всички си тръгват, Sofia, (Bulgaria), 2010 / Alla ger sig av, ed. Bokförlaget Tranan, Estocolmo (Suecia), 2010 / Everyone Leaves, (Estados Unidos), 2012, seleccionado por la revista Latina como uno de los 9 mejores libros del año publicado por un autor latinoamericano en Estados Unidos (The 9 Best Books of the Year by Latino Authors).
- Nunca fui Primera Dama, ed. Bruguera, Barcelona, 2008 / Mère Cuba, éd. Stock, Paris, 2009 / Nunca fui primeira-dama,[34] ed. Benvira, Brasil, 2010.
- Posar desnuda en La Habana. Diario apócrifo de Anaïs Nin, ed. Alfaguara, 2010 / Poser nue à La Havane, ed. Stock, Paris, 2011. / Editorial Letras Cubanas, La Habana 2014.[9]
- Negra, ed. Anagrama, Barcelona, 2013.
- Domingo de Revolución. Anagrama, 2016.
- El Mercenario que coleccionaba obras de arte. Alfaguara, 2018

### .Antologías
- Casa de luciérnagas (antología de poetas latinoamericanas), ed. Bruguera, Barcelona, 2007
- 39 Antología del cuento latinoamericano, ediciones Colombia, Bogotá, 2007.
- Otra Cuba secreta. Antología de poetas cubanas del siglo XIX y XX, ed. Verbum, Madrid, 2011.

### Filmografía
- 1990 : Hello Hemingway.[35]